# Roscoe Arbuckle
Roscoe Conkling "Fatty" Arbuckle (24. marts 1887 – 29. juni 1933) var en amerikansk stumfilmskuespiller, komiker, instruktør og manuskriptforfatter. Han startede hos Selig Polyscope Company og sluttede sin karriere på Keystone Studios, hvor han arbejdede med Mabel Normand og Harold Lloyd samt sin nevø, Al St. John. Han var også mentor for Charlie Chaplin, Monty Banks og Bob Hope og bragte vaudeville-stjernen Buster Keaton ind i filmbranchen. Arbuckle var en af de mest populære stumfilmstjerner i 1910'erne og en af de bedst betalte skuespillere i Hollywood.
Arbuckle blev tiltalt i tre vidt omtalte retssager mellem november 1921 og april 1922 for voldtægt og uagtsomt manddrab på skuespillerinden Virginia Rappe. De første to retssager endte uden dom og han blev frikendt i den tredje. Hans karriere blev dog voldsomt skadet. 

## Karriere
I 1904 inviterede Sid Grauman Arbuckle til at synge i sit nye Unique Theatre i San Francisco, hvilket indledte et langt venskab mellem de to. Han sluttede sig derefter til Pantages Theatre Group på turné langs vestkysten og i 1906 spillede Orpheum Theatre i Portland, Oregon, i en vaudeville-trup organiseret af Leon Errol. Arbuckle havde hovedrollen, og gruppen drog med deres show på turné.
Den 6. august 1908 giftede Arbuckle sig med Minta Durfee (1889-1975), datter af Charles Warren Durfee og Flora Adkins. Durfee medvirkede i mange tidlige komediefilm, ofte med Arbuckle. De var et umage par, da Minta var lav og lille, mens Arbuckle vejede i omegnen af 150 kg. Arbuckle sluttede sig derefter til Morosco Burbank Stock vaudeville-firmaet og tog på en rejse til Kina og Japan, og vendte tilbage i begyndelsen af 1909.
Arbuckle begyndte sin filmkarriere hos Selig Polyscope Company i juli 1909, da han optrådte i Ben's Kid. Han optrådte sporadisk i Seligs korte film på kun en filmspole indtil 1913, hvorefter han kortvarigt skiftede til Universal Pictures og blev en stjerne i producer-instruktør Mack Sennetts Keystone Cops-komedier. Selvom hans store størrelse utvivlsomt var en del af hans komiske appel, var Arbuckle selvbevidst om sin vægt og nægtede at bruge den til at få "billige" grin.
Arbuckle var en talentfuld sanger. Efter at den berømte operatenor Enrico Caruso hørte ham synge, opfordrede han komikeren til at "opgive det vrøvl, du laver for at leve; med træning kan du blive den næststørste sanger i verden."

## Komiker på film
På trods af sin fysiske størrelse var Arbuckle bemærkelsesværdig adræt og akrobatisk. Da Mack Sennett fortalte om sit første møde med Arbuckle, bemærkede han, at han "sprang op ad trappen lige så let som Fred Astaire", og at han "uden varsel gik med fjerlette skridt, klappede i hænderne og lavede en baglæns saltomortale, så yndefuld som en atletisk pige". Hans komedier var kendt for at være livlige og i højt tempo, med mange jagtscener og med ordløs komik. Arbuckle var glad for "lagkagekomik", en komedie-kliché, der er kommet til at symbolisere selve stumfilmstidens komedie. Den tidligst kendte tærte, der blev kastet i film, var i Keystone "one-reeler" (enkelt filmrulle) A Noise from the Deep fra juni 1913 med Arbuckle og hans hyppige filmpartner Mabel Normand.
I 1914 kom Paramount Pictures med det dengang uhørte tilbud til Arbuckle og Normand om en betaling på 1.000 US $ om dagen plus femogtyve procent af alt overskud og fuldstændig kunstnerisk kontrol med de film, de lavede. Filmene var så lukrative og populære, at selskabet i 1918 tilbød Arbuckle en treårig kontrakt på 3 millioner US $ (svarende til omkring 54 millioner i 2021 US $).

## Skandale
Arbuckle blev tiltalt i tre vidt omtalte retssager mellem november 1921 og april 1922 for voldtægt og uagtsomt manddrab på skuespillerinden Virginia Rappe. Rappe var blevet syg ved en fest arrangeret af Arbuckle på San Franciscos St. Francis Hotel i september 1921 og døde fire dage senere. En ven af Rappe anklagede Arbuckle for at have voldtaget og ved et uheld dræbt hende. De første to retssager resulterede i at juryerne ikke kunne blive enige, men Keaton vidnede for forsvaret i den tredje retssag, som frikendte Arbuckle, og juryen gav ham en formel skriftlig undskyldning.

## Eftermæle
Trods Arbuckles frifindelse har skandalen for det meste overskygget hans arv som banebrydende komiker. På foranledning af Adolph Zukor, præsident for Famous Players-Lasky, blev hans film forbudt af filmindustriens censor Will H. Hays efter retssagen, og i offentligheden blev han en paria. Zukor blev konfronteret med den moralske forargelse fra forskellige grupper såsom Lord's Day Alliance, den magtfulde Federation of Women's Clubs og endda Federal Trade Commission for at dæmme op for, hvad de opfattede som Hollywood-udskejelser, der var løbet løbsk, og havde negativ indvirkning på moralen i den brede offentlighed.
Arbuckle så en genopblussen af sin popularitet umiddelbart efter sin tredje retssag, hvori han blev frikendt, men Zukor besluttede, at han skulle ofres for at holde filmindustrien ude af censorernes og moralisternes kløer. Hays ophævede forbuddet mod hans virke inden der var gået et år, men Arbuckle arbejdede kun sparsomt gennem 1920'erne. Keaton lavede en aftale om at give ham femogtredive procent af sit overskud fra Buster Keaton Comedies Co. Han arbejdede senere som filminstruktør under pseudonymet William Goodrich. Han var endelig i stand til at vende tilbage til skuespil og lavede korte komedier på to filmruller i 1932-33 for Warner Bros.
Arbuckle døde i søvne af et hjerteanfald i 1933 i en alder af 46, angiveligt samme dag, som han havde underskrevet en kontrakt med Warner Bros. om at lave en spillefilm. 
Mange af Arbuckles film, inklusive filmen Life of the Party (1920), overlever kun som slidte tryk med fremmedsprogede mellemtitler. Der blev gjort en lille eller ingen indsats for at bevare originale negativer og print i løbet af Hollywoods første to årtier. I begyndelsen af det 21. århundrede var nogle af Arbuckles korte motiver (især dem med Chaplin eller Keaton) blevet restaureret, udgivet på DVD og endda vist i teatralsk stil. Hans tidlige indflydelse på amerikansk slapstick -komedie er bredt anerkendt.
For sine bidrag til filmindustrien blev Arbuckle i 1960, omkring 27 år efter hans død, tildelt en stjerne på Hollywood Walk of Fame på 6701 Hollywood Boulevard.